# Ústřičník australský
Ústřičník australský (Haematopus fuliginosus) je druh ústřičníka, který se vyskytuje v pobřežních oblastech Austrálie a Tasmánie.

## Systematika
Druh formálně popsal John Gould v roce 1845. Ústřičník australský utváří 2 poddruhy s následujícím rozšířením:
- H. f. fuliginosus Gould, 1845 – jižní a jihovýchodní Austrálie a Tasmánie;
- H. f. opthalmicus Castelnau & Ramsay, EP, 1877 – jihozápadní a severní Austrálie.

Druhové jméno fuliginosus pochází z latiny, ve které znamená „sazový“.

## Popis
Tento statně stavěný ústřičník má černé opeření, na kterém kontrastuje červený oční kroužek, tlusté červené nohy a silný červený zobák. Opeření má mírně zelenkavý iridiscentní odlesk. Duhovka je šarlatová. Ústřičník australský dosahuje délky těla 40–52 cm. Subsp. opthalmicus má o něco delší zobák a širší oční kroužek. Nedospělí jedinci mají bledší zobák s tmavým zakončením, hnědé duhovky a svrchní partie těla mají hnědý nádech.

## Biologie

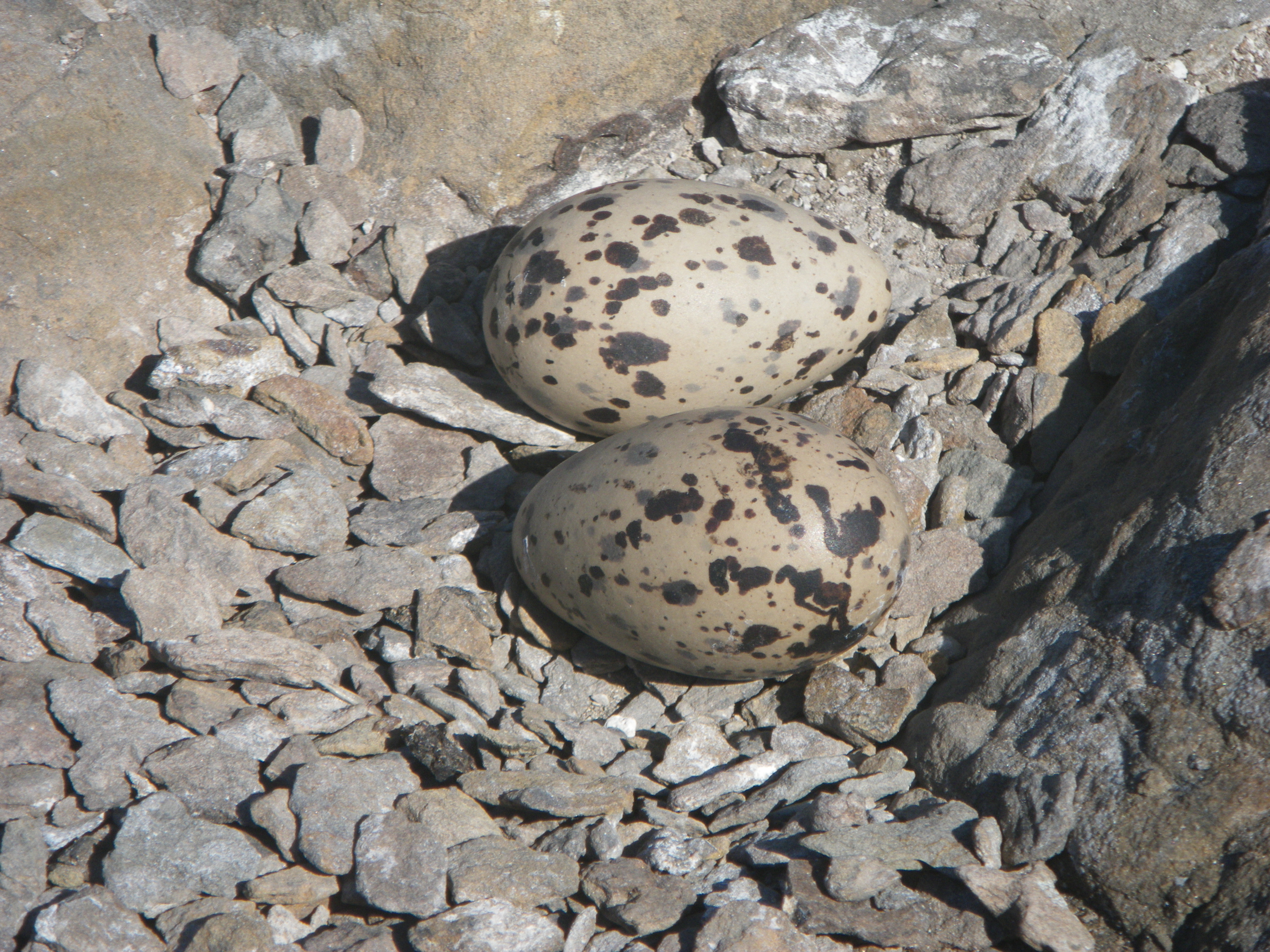
Snůška ústřičníka australského

Vyskytuje se jednotlivě nebo v páru, v době mimo hnízdění se může sdružovat do menších hejn, která spolu hřadují a odpočívají. Preferované stanoviště tvoří skalnaté pobřeží podél Austrálie a Tasmánie. Hlasově se projevuje se vysoce položeným tlípa tlípa tlípa tlípa. Silný zobák ústřičníkovi umožňuje lovit kořist obrněnou schránkami, jako jsou mlži, přílipky nebo ježovky.

### Hnízdění
K zahnízdění dochází od srpna do ledna. Hnízdo v podobě mělkého důlku na zemi bývá umístěno nad hladinou vodní plochy v písku nebo na oblázcích mezi kameny. Samice klade 2–4, nejčastěji 2 olivově šedá vejce s tmavě hnědými a fialovými skrvnami. Oválná vejce mívají rozměr 64×43 mm. Inkubují oba partneři po dobu 25–27 dní. Ústřičník australský při hnízdění využívá řadu obranných technik jako je simulování zraněného křídla, čímž se snaží odvést pozornost predátora od hnízda, nebo dokonce i simulování smrti. Může se dožít nejméně 20 let.

## Ohrožení a početnost
Jedná se o málo dotčený druh. Celková populace se odhaduje na 11 500 jedinců.